# Hunneschans

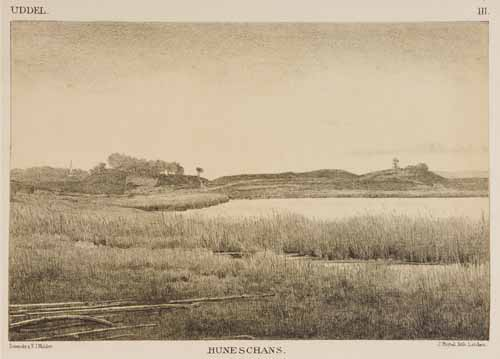
Ringwallanlage Hunneschans bei Uddel, 1889

Die Hunneschans, auch Hunenschans, ist eine frühmittelalterliche Ringwallanlage am Uddelermeer in den Niederlanden. Sie liegt in der Veluwe nahe dem Ort Uddel bei Apeldoorn in der Provinz Gelderland.
Die 80 bis 100 Meter durchmessende Befestigungsanlage wurde von den Sachsen erbaut und in der karolingischen Zeit genutzt.
Erste archäologische Ausgrabungen fanden bereits Ende des 19. Jahrhunderts statt. Es folgten Untersuchungen von Jan Hendrik Holwerda 1908/1909, Jacques G. N. Renaud 1966 und H. Anthonie Heidinga 1983 und 1984.
Der Fundplatz ist namensgebend für die spätkarolingische Hunneschans Keramik.